# Aristida tuberculosa
Aristida tuberculosa är en gräsart som beskrevs av Thomas Nuttall. Aristida tuberculosa ingår i släktet Aristida och familjen gräs. Inga underarter finns listade i Catalogue of Life.